# 夏詒霆

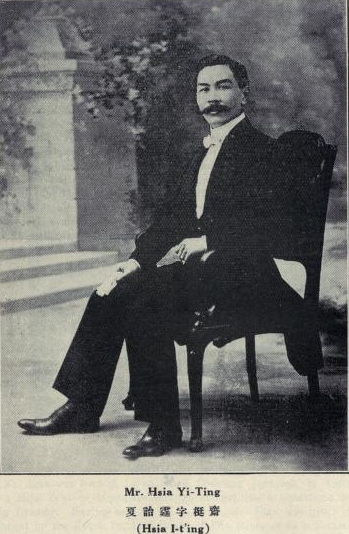
《中国名人录（第三版）》中的夏詒霆照片

夏詒霆（1878年—1944年）字廷斋，江蘇省常州府江阴县人，中華民国政治家、外交官。

## 生平
早年，夏詒霆获清朝貢生。后来，他在清朝驻德国（柏林）公使館的翻译官。此後，他历任清朝驻西班牙公使館館員、驻法国（巴黎）公使館一等秘書官。1912年（民国元年），夏詒霆出任北京政府外交部秘書。翌年2月，调任国務院秘書。同年8月，到日本赴任，署理驻横滨总領事1个月。此後，历任驻比利时、法国外交領事。1915年（民国4年）3月，出任外交部参事。
1916年（民国5年）3月，眼见帝制已无法维持，袁世凱乃推动政治研究会之創設，以检讨新的政治制度、夏詒霆出任研究会秘書長。4月，夏詒霆代理外交部次長。10月，暂时代理段祺瑞内阁的外交总長，后来担任大总統顧問兼国務院顧問。1918年（民国7年）2月，被任命为中国驻巴西和秘鲁公使。1920年（民国9年）1月，获二等文虎章。1922年（民国11年）10月，获一等大綬嘉禾章。1927年（民国16年），任期结束归国。
此後，夏詒霆迁居南京。1936年（民国15年），他返回江阴，但不久因抗战爆发避居上海。1944年（民国33年）在上海病逝，终年66岁。